# Sama (huyện của Yemen)
Huyện Sama là một huyện thuộc tỉnh Ta`izz, Yemen. Đến thời điểm năm 2003, huyện này có dân số 41464 người